# Andreas Revahl
Andreas Revahl, född 15 maj 1978, är en svensk före detta fotbollsspelare (högerback) som spelade för Gefle IF i Superettan och Allsvenskan.  

## Karriär
Revahl kom till  Gefle IF 1996 från moderklubben Gävle FK, och nådde 1998 klubbens A-lag. Han slutade med fotbollen efter säsongen 2008.